# Västra Vemmerlövs socken
Västra Vemmerlövs socken i Skåne ingick i Skytts härad, uppgick 1967 i Trelleborgs stad och området ingår sedan 1971 i Trelleborgs kommun och motsvarar från 2016 Västra Vemmerlövs distrikt.
Socknens areal är 7,02 kvadratkilometer varav 6,95 land. År 2000 fanns här 219 invånare.  Kyrkbyn Västra Vemmerlöv med sockenkyrkan Västra Vemmerlövs kyrka ligger i socknen. 

## Administrativ historik
Socknen har medeltida ursprung. Före den 1 januari 1886 (ändring enligt beslut den 17 april 1885) var namnet Vemmerlövs socken.
Vid kommunreformen 1862 övergick socknens ansvar för de kyrkliga frågorna till Vemmerlövs församling och för de borgerliga frågorna bildades Vemmerlövs landskommun. Landskommunen uppgick 1952 i Skegrie landskommun som uppgick 1967 i Trelleborgs stad som ombildades 1971 till Trelleborgs kommun. Församlingen uppgick 2002 i Hammarlövs församling.
1 januari 2016 inrättades distriktet Västra Vemmerlöv, med samma omfattning som församlingen hade 1999/2000.  
Socknen har tillhört län, fögderier, tingslag och domsagor enligt vad som beskrivs i artikeln Skytts härad. De indelta soldaterna tillhörde Södra skånska infanteriregementet, Skytts kompani och Skånska dragonregementet, Haglösa skvadron, Haglösa kompani.

## Geografi
Västra Vemmerlövs socken ligger närmast norr om Trelleborg. Socknen är en odlad lätt kuperad slättbygd på Söderslätt.

## Fornlämningar
Från stenåldern finns boplatser, lösfynd och en långdös. Från bronsåldern finns sju gravhögar. Ett stort depåfynd från bronsåldern påträffades 1812. 

## Namnet
Namnet skrevs 1318 Vimerlef och kommer från kyrkbyn. Efterleden är löv, 'arvegods'. Förleden innehåller mansnamnet Wighmar alternativt Withmar..